# Vargics Imre
Vargics Imre (Temesvár, 1834. – Temesvár, 1904. november 25.) jogi doktor, ügyvéd, országgyűlési képviselő.

## Élete
Temesváron született, ahol atyja jó hírű orvos volt. 1848-ban mint V. osztályos gimnáziumi tanuló beállt honvédnek és végig küzdötte a szabadságharcot, ahol az őrmesterségig vitte. 
1849-ben visszatért az iskolába és a gimnáziumot Szegeden folytatta. A jogot Nagyváradon és Pesten végezte, ahol a doktori és ügyvédi oklevelet megszerezve, Temesvárt mint ügyvéd telepedett le. Majd két évtizedig Dél-Magyarország birtokosainak legkeresettebb jogtanácsosa volt és Temesvár város, valamint Temes vármegye közéletében vezérszerepet vitt. 
1872-től a temesvári és 1878-tól 1901-ig a rittbergi (végvári) kerület országgyűlési képviselő tagja volt. 1899. május 16-án az országgyűlési Szabadelvű Párt egyik alelnökévé választotta. Utolsó éveiben szinerszegi (Temes megye) birtokán könyveinek és gazdaságának élt.
Irodalmilag ifjú korában mint költő, később mint publicista a jogi és politikai téren működött; programm-beszédei a helyi lapokban, országgyűlési beszédei a Naplókban jelentek meg.